# Armageddon (2004)
Armageddon (2004) foi um evento pay-per-view promovido pela World Wrestling Entertainment, ocorreu no dia 12 de dezembro de 2004, no Gwinnett Center na cidade de Duluth, Geórgia. Esta foi a quinta edição da cronologia do Armageddon.

## Resultados
| #                              | Lutas                                                                              | Estipulação                                       | Tempo |
| ------------------------------ | ---------------------------------------------------------------------------------- | ------------------------------------------------- | ----- |
| Sundy Night Heat               | Akio e Billy Kidman derrotaram Paul London e Chavo Guerrero.                       | Tag Team match                                    | 05:44 |
| 1                              | Rob Van Dam e Rey Mysterio (c) derrotaram René Duprée e Kenzo Suzuki (com Hiroko). | Tag Team match pelo WWE Tag Team Championship     | 17:12 |
| 2                              | Kurt Angle derrotou "Papai Noel".                                                  | Singles match                                     | 00:25 |
| 3                              | Daniel Puder derrotou Mike Mizanin.                                                | Dixie Dog Fight                                   | 03:00 |
| 4                              | The Basham Brothers (Doug e Danny) derrotaram Hardcore Holly e Charlie Haas.       | Tag Team match                                    | 06:50 |
| 5                              | John Cena (c) derrotou Jesús (com Carlito Caribbean Cool).                         | Street Fight pelo WWE United States Championship  | 07:50 |
| 6                              | Dawn Marie derrotou Miss Jackie. (Com Charlie Haas como árbitro especial).         | Singles match                                     | 01:43 |
| 7                              | The Big Show derrotou Mark Jindrak, Luther Reigns e Kurt Angle.                    | 3-on-1 Handicap match                             | 09:55 |
| 8                              | Funaki derrotou Spike Dudley (c).                                                  | Singles match pelo WWE Cruiserweight Championship | 09:39 |
| 9                              | John "Bradshaw" Layfield (c) derrotou Eddie Guerrero, The Undertaker e Booker T.   | Fatal Four Way match pelo WWE Championship        | 25:36 |
| (c) - Campeão(s) antes da luta |                                                                                    |                                                   |       |